# Muscel
Muscel – wieś w Rumunii, w okręgu Buzău, w gminie Viperești. W 2011 roku liczyła 171 mieszkańców.